# Terence Pitt
Terence Keith Pitt (ur. 30 listopada 1903 w Khiddirpur, zm. w 1957 w Thurrock) – indyjski lekkoatleta, uczestnik LIO 1924.
Pitt na Letnich Igrzyskach Olimpijskich 1924 startował w trzech konkurencjach: 100 m (odpadł w eliminacjach), 200 m (odpadł w eliminacjach) i 400 m (awansował do ćwierćfinału w którym zajął 4 miejsce). 

## Wyniki
| Dystans | Eliminacje                            | Ćwierćfinał   | Półfinał      | Finał         | Finał |
| Dystans | Eliminacje                            | Ćwierćfinał   | Półfinał      | Wynik         |       |
| ------- | ------------------------------------- | ------------- | ------------- | ------------- | ----- |
| 100 m   | 3. miejsce w biegu kwalifikacyjnym    | Nie awansował | Nie awansował | Nie awansował |       |
| 200 m   | 3. miejsce w biegu kwalifikacyjnym    | Nie awansował | Nie awansował | Nie awansował |       |
| 400 m   | 1. miejsce w biegu kwalifikacyjnym QU | 4. miejsce    | Nie awansował | Nie awansował |       |